# 風景描写 (アルバム)
『風景描写』は、日本のロックバンド、音速ラインの1stフルアルバム。2005年11月16日にUNIVERSAL Jから発売。
音速ラインにとってのメジャー初アルバムであり、「スワロー」、「街風」、「逢瀬川」を収録している。

## 収録曲
1. 39（0:27）
  - 作詞・作曲/藤井敬之
2. our song（2:05）
  - 作詞・作曲/藤井敬之　編曲/音速ライン
  - 『39』から間髪いれずに始まる。
3. 冬の空（3:46）
  - 作詞・作曲/藤井敬之　編曲/音速ライン
  - ライブでよく演奏される。
  - インディーズ時代からの楽曲で、インディーズの音源は『おとし玉〜ベリー ベスト オブ 音速ライン』にも収録される。
4. 街風（3:27）
  - 作詞・作曲/藤井敬之　編曲/音速ライン
  - 2ndシングル『街風』より。
  - JR東海『超電導リニア館』CMソング。
5. 流星ライン（2:57）
  - 作詞・作曲/藤井敬之　編曲/音速ライン
  - 『おとし玉〜ベリー ベスト オブ 音速ライン』にも収録される。
6. ヒグラシ（3:58）
  - 作詞・作曲/藤井敬之　編曲/音速ライン
  - インディーズ時代の楽曲。
  - 『ひぐらし（アコースティックVer.）』という楽曲も存在する。
7. リンカラン（1:58）
  - 作詞・作曲/藤井敬之
  - アコースティックな楽曲。
8. スワロー（3:18）
  - 作詞・作曲/藤井敬之　編曲/音速ライン
  - メジャーデビューシングル『スワロー』より。
  - TBS系『COUNT DOWN TV』2005年4月度オープニングテーマ。
9. 逢いたい（3:50）
  - 作詞・作曲/藤井敬之　編曲/音速ライン　ストリングス編曲/中村大知
  - グリコ『ポッキー』スペースシャワーTVバージョンCMソング。
  - PVが存在する。
10. 逢瀬川（3:33）
  - 作詞・作曲/藤井敬之　編曲/音速ライン　
  - 3rdシングル『逢瀬川』より。
  - 「逢瀬川」はVo&G.藤井の住む福島県郡山市に実在する一級河川。
11. スローライフ（4:02）
  - 作詞・作曲/藤井敬之　編曲/音速ライン
  - インディーズ時代の楽曲で、『冬の空』同様、インディーズの音源は『おとし玉〜ベリー ベスト オブ 音速ライン』にも収録される。
12. ×2×2（1:22）
  - 作詞・作曲/藤井敬之